# Max Meyr (Schauspieler)
Max Meyr (* 1968 in Melk, Niederösterreich) ist ein österreichischer Schauspieler.

## Leben
Max Meyr war ehemals Mitglied in österreichischen Neonazi-Gruppierungen, wurde als Drogenkurier in Deutschland verhaftet und musste eine kurze Haftstrafe absitzen. Josef Hader sah in ihm ein Naturtalent und brachte ihn in die Kabarettszene. Meyr begleitete fortan Hader sowie Stermann & Grissemann als Roadie und begann eine Karriere als Schauspieler. Der sein Leben behandelnde Dokumentarfilm Von Haider zu Hader wurde im Februar 2005 auf ORF 2 gesendet.

## Filmografie
- 2000: Komm, süßer Tod
- 2001: Dolce Vita & Co
- 2002: Kulturkiste (sämtliche 6 Folgen)
- 2002: Kommissar Rex – Verliebt in einen Mörder
- 2004: Silentium[4]
- 2004: Von Haider zu Hader (Dokumentation; Regie: Markus Kaiser-Mühlecker)
- 2005: Crash Test Dummies (Regie: Jörg Kalt)
- 2006: Kupetzky – Der verlorene Sohn
- 2007: Vier Frauen und ein Todesfall – Scheinheilig
- 2007: Willkommen Österreich (6 Folgen)
- 2008: Der schwarze Löwe (Regie: Ossi Schindinger)
- 2010: Aufschneider
- 2010: Zu schön um wahr zu sein (Kurzfilm; Regie: Philipp Fussenegger)[5]
- 2010: Tatort – Glaube, Liebe, Tod
- 2010: Meine Tochter nicht (Fernsehfilm)
- 2010–2011: Der wilde Gärtner
- 2011: Tatort – Vergeltung
- 2011: Kebab mit Alles
- 2011: Der Wettbewerb (Fernsehfilm)
- 2013: Alles Schwindel (Fernsehfilm)
- 2015: Planet Ottakring
- 2015: Horvathslos
- 2015: Henry
- 2018: Tatort: Die Faust
- 2019: Nevrland
- 2023: Walking on Sunshine
- 2024: Andrea lässt sich scheiden